# Schelbach (Fichtenberger Rot)
Der Schelbach fließt in der Stadtteilgemarkung Unterrot von Gaildorf im baden-württembergischen Landkreis Schwäbisch Hall nach Nordosten. Nach 11⁄2 km langem Lauf mündet er weniger als einen Kilometer westlich der Dorfmitte von Unterrot von rechts in die unterste Fichtenberger Rot.

## Geographie

### Verlauf
Der Schelbach entsteht etwa einen halben Kilometer nordöstlich der Mitte des Unterroter Weilers Reippersberg am Kopf der Talsteige der B 298 nach Unterrot hinunter. Dort beginnt auf etwa 460 m ü. NHN am oberen Rand des Hofwiesenwalds eine regionaltypische Waldklinge, auf deren Grund der bald bis einen Meter breite Bach über kiesiger bis sandiger Sohle nordostwärts zu Tale läuft.
Nach etwa 300 Metern ist dieser an einer ins Tal hereinziehenden Wirtschaftswegschlinge auf etwa 402 m ü. NHN etwas angestaut. Unterhalb wird der Hang etwas flacher und der Bach schlingt sich etwas. Nach etwa 400 weiteren Metern fließt von Süden ein kürzerer Bergbach zu, der etwas tiefer neben der Bundesstraßensteige entsteht.
Hundert Meter weiter verlässt der Schelbach am Hangfuß und weniger als 200 Meter südlich des Unterroter Einzelhofes Reutfeld auf etwas unter 360 m ü. NHN den Wald. Zwischen meist Wiesen links und rechts wird der nun ungefähr vier Meter breite Bach, der bis zu zwei Metern ins Gelände eingetieft ist, von einer wenigstens einseitigen Galerie aus Bäumen und Buschwerk begleitet, mit vielen Erlen und auch etlichen Weiden. Ins Bett stehen zuweilen Wurzelteile vor, über sie und kleine Gefälleknicke im Lauf eilt der Bach in Schnellen und kleinen Stürzen.
Nachdem der Bach den Hof Reutfeld in geringem Abstand passiert und dessen Erschließungsstraße unterquert hat, vermindert sich seine Geländeeintiefung. Auf etwa 332 m ü. NHN fließt er etwa 0,5 km nordöstlich von Reutfeld und etwa 0,7 km westlich der Ortsmitte von Unterrot von rechts und Südwesten in die unterste Fichtenberger Rot ein. Der Schelbach mündet nach 1,4 km langem Weg mit mittlerem Sohlgefälle von 92 ‰ etwa 131 Höhenmeter unterhalb seines Ursprungs nahe der B 298.

### Einzugsgebiet
Das Einzugsgebiet des Schelbachs ist etwa 0,7 km² groß und liegt naturräumlich in den Schwäbisch-Fränkischen Waldbergen, mit seinem oberen Teil auf der offenen Hocheben um Reippersberg und am Waldhang im Kirnberger Wald des Unterraums Waldgebiet am Mittleren Kocher, mit dem kleineren Teil im offenen Talgrund der Rot im Unterraum Gaildorfer Becken. Der höchste Punkt an der Südwestspitze nahe an Reippersberg erreicht wenig über 480 m ü. NHN.
Reihum grenzen die Einzugsgebiet der folgenden Nachgewässer an:
- Im Süden erreicht der Abfluss zur anderen Seite über den Steigersbach den Kocher oberhalb der Fichtenberger Rot;
- im Westen konkurriert der Eichelbach, der einen Kilometer höher als der Schelbach in die Fichtenberger Rot mündet;
- im Nordwesten zwängt sich dazwischen das Einzugsgebiet von deren kurzem Zufluss Braunsbach;
- im Südosten läuft der letzte Rot-Zufluss Spitzelbach fast parallel.

Das gesamte Einzugsgebiet liegt in der Stadtteilgemarkung Unterrot von Gaildorf. 

### Zuflüsse und Seen
- (Bach aus Richtung des Kohlbrunnens), von rechts und Süden auf etwa 363 m ü. NHN[LUBW 1] kurz vor dem Waldaustritt, ca. 0,3 km[LUBW 5] und ca. 0,1 km².[LUBW 3] Entsteht auf etwa 422 m ü. NHN[LUBW 1] unterhalb der Straße in einer Südkurve der B 298. Den Kohlbrunnen lokalisiert eine ältere Karte fast 30 Meter höher am Berg deutlich über der Bundesstraßentrasse, diese zeichnet auch einen Wasserlauf von dort an ein.[2]

## Geologie
Im Einzugsgebiet sind fast alle Schichten des Mittelkeupers vertreten. Die Hochebene um Reippersberg hat Stubensandstein (Löwenstein-Formation) im Untergrund. Der Schelbach setzt etwa an der Schichtgrenze zu den darunterliegenden Oberen Bunten Mergeln (Mainhardt-Formation) ein. Darunter in seinem Kerbtal schneidet sich der Bach nacheinander in den Kieselsandstein (Hassberge-Formation), die Unteren Bunten Mergel (Steigerwald-Formation), den Schilfsandstein (Stuttgart-Formation) und den Gipskeuper (Grabfeld-Formation). Dieser wird am Bachgrund schon etwas unterhalb der Waldwegquerung erreicht und in dessen Schichthöhe mündet der Schelbach auch.
Auf der linken Talflanke liegt etwas Hangschutt. Schon etwas vor dem einzigen Zufluss läuft der Bach in einem holozänen Schwemmlandband, das sich bis zur Mündung in den Auenlehmen um die Rot erstreckt.

## Schutzgebiete
Der kleine Einzugsgebietsteil auf dem offenen Rottalgrund liegt im Landschaftsschutzgebiet Rottal zwischen Fichtenberg und Gaildorf mit Seitentälern und angrenzenden Talhängen, das ganze im Naturpark Schwäbisch-Fränkischer Wald.

### LUBW
Amtliche Online-Gewässerkarte mit passendem Ausschnitt und den hier benutzten Layern: Lauf und Einzugsgebiet des Schelbachs

Allgemeiner Einstieg ohne Voreinstellungen und Layer: Daten- und Kartendienst der Landesanstalt für Umwelt Baden-Württemberg (LUBW) (Hinweise)
1. 1 2 3 4 5 6 7  Höhe nach dem Höhenlinienbild auf dem Hintergrundlayer Topographische Karte.
2. ↑  Länge nach dem Layer Gewässernetz (AWGN).
3. 1 2  Einzugsgebiet abgemessen auf dem Hintergrundlayer Topographische Karte.
4. ↑  Natur teilweise nach dem Layer Geschützte Biotope.
5. ↑  Länge abgemessen auf dem Hintergrundlayer Topographische Karte.
6. ↑  Schutzgebiete nach den einschlägigen Layern.

### Andere Belege
1. ↑  Hansjörg Dongus: Geographische Landesaufnahme: Die naturräumlichen Einheiten auf Blatt 171 Göppingen. Bundesanstalt für Landeskunde, Bad Godesberg 1961. → Online-Karte (PDF; 4,3 MB)
2. ↑  Lage des Kohlbrunnens und Lauf schon von dort an nach:
  - Meßtischblatt 7024 Gschwend von 1904 in der Deutschen Fotothek
3. ↑  Geologie nach den Layern zu Geologische Karte 1:50.000 auf: Mapserver des Landesamtes für Geologie, Rohstoffe und Bergbau (LGRB) (Hinweise)